# Minolta Hi-Matic

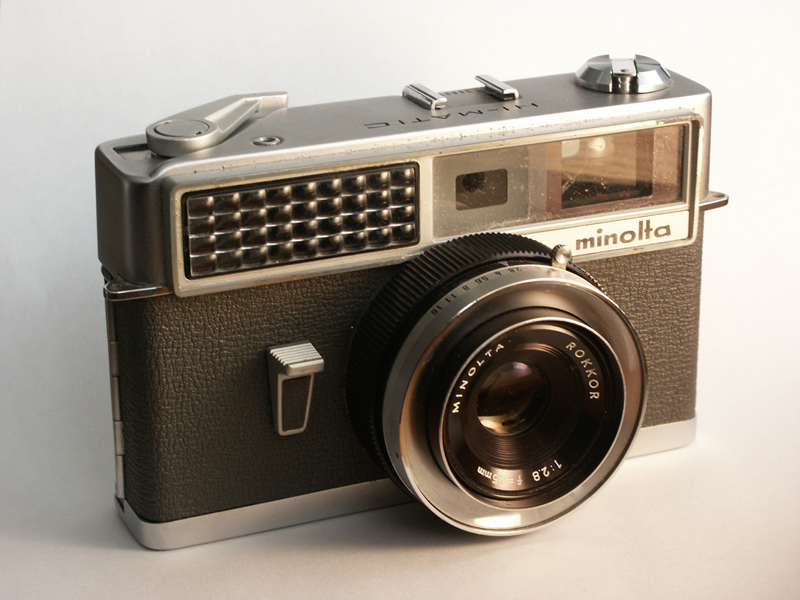
Le Hi-Matic originel de 1962

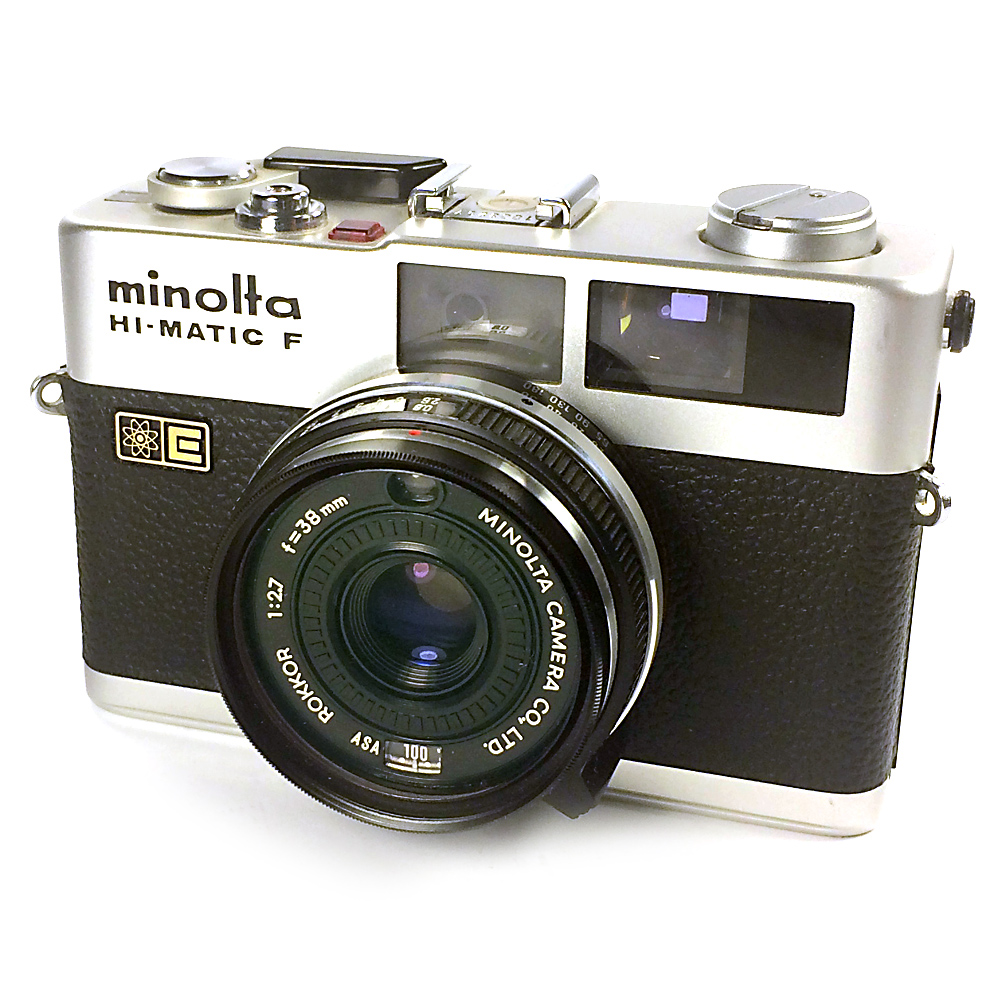
Le Hi-Matic F, appareil télémétrique fabriqué au Japon en 1972

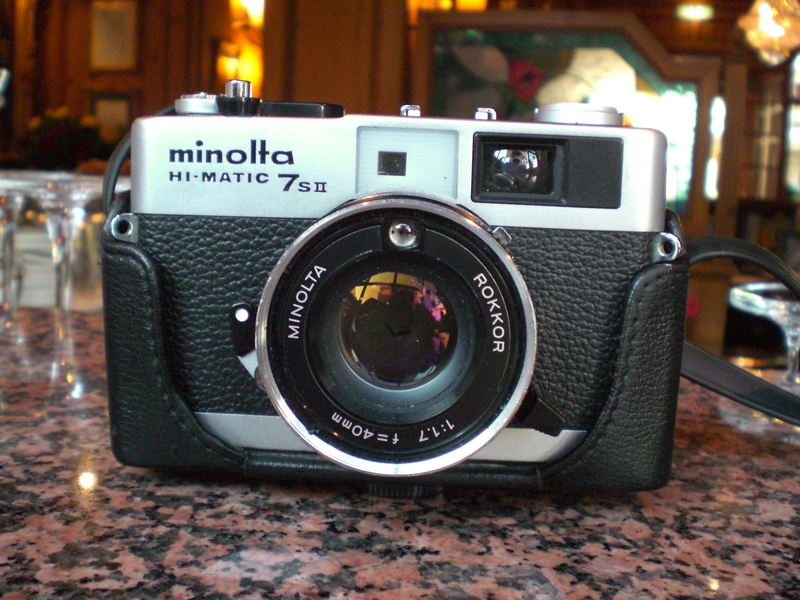
Le Hi-Matic 7 SII de 1977

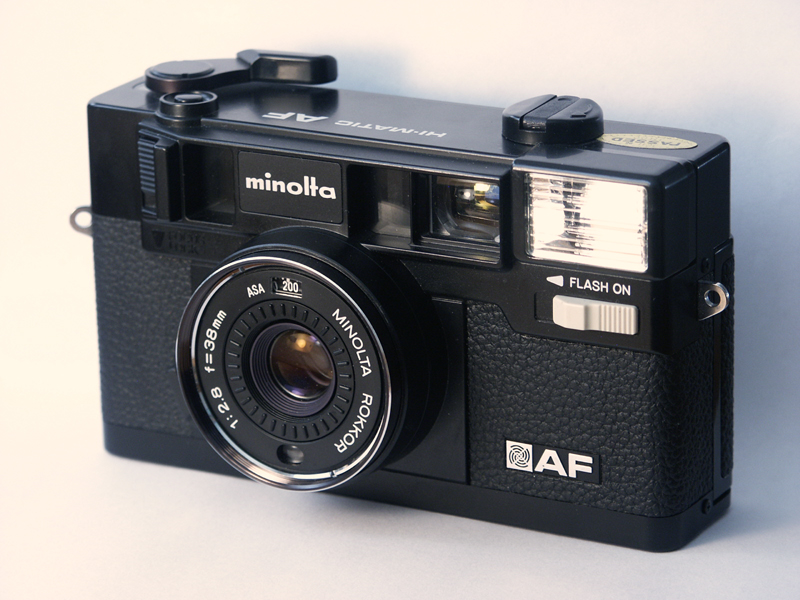
Le Hi-Matic AF, 1979

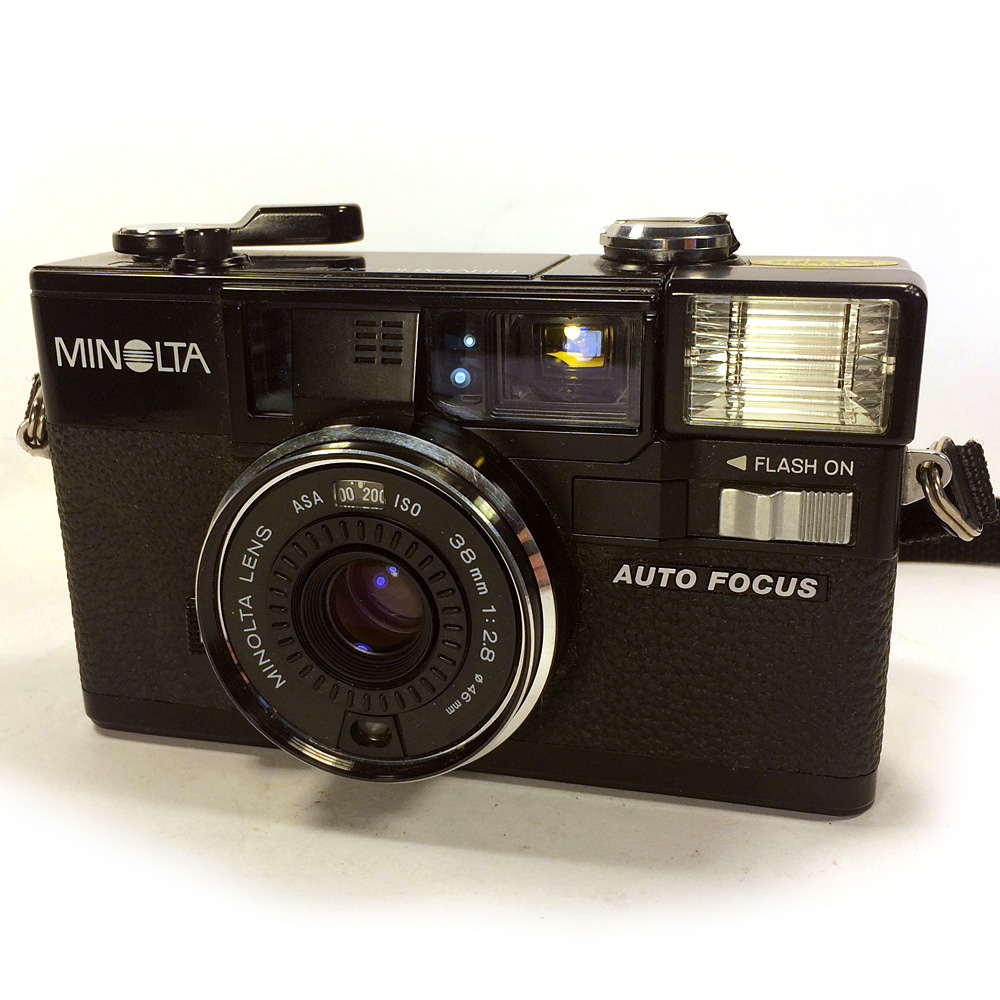
Le Hi-Matic AF2, appareil télémétrique fabriqué au Japon en 1981

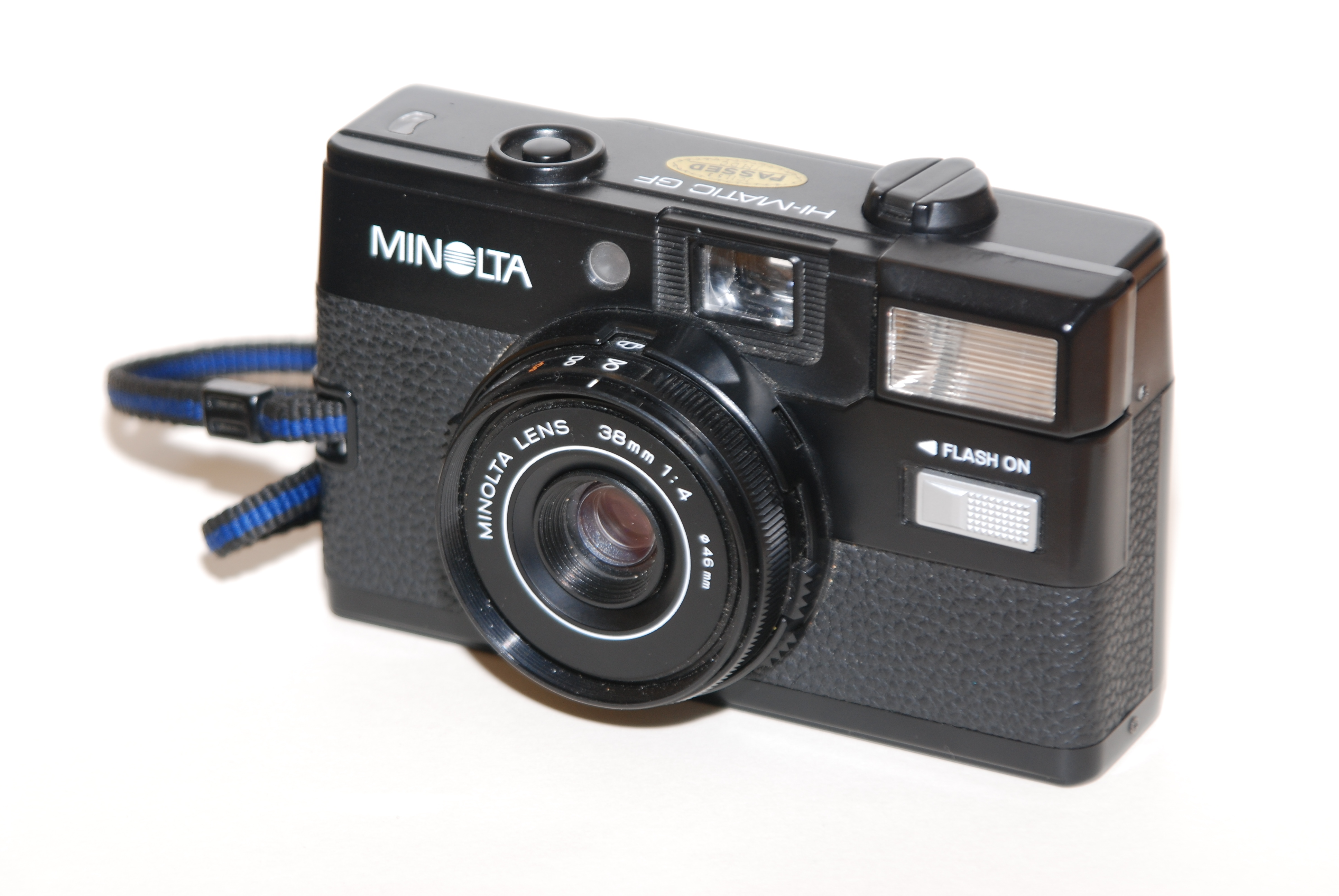
Le Hi-Matic GF, 1984

Hi-Matic est une série d'appareils photographiques 35 mm à objectif fixe fabriquée par Minolta. Le premier Hi-Matic date de 1962, il est le premier appareil photo Minolta à posséder un réglage automatique de l'exposition et a eu son moment de gloire quand une version (la Ansco Autoset) a été utilisée dans l'espace par John Glenn en 1962.

## Modèles
Le premier Hi-Matic, introduit en 1962, est doté soit d'un objectif 45 mm f/2 ou d'un 45 mm f/2,8, d'un cellule de mesure de lumière au sélénium et d'un télémètre. L'ouverture et le la vitesse d'obturation sont réglées automatiquement. Le Hi-Matic était aussi vendu sous le nom de Ansco Autoset.
Le Hi-Matic 7 apparait en 1963. Il a un objectif plus rapide f/1.8 et utilise une cellule CdS au lieu du sélénium. En outre, il offre aux photographes la possibilité de régler l'exposition manuellement, une option non disponible avec le premier Hi-Matic. 
Le Hi-Matic 7S et Hi-Matic 9, tous deux sortis en 1966, sont des versions quelque peu améliorées du très populaire 7. En comparaison avec le 7, le 7S a un système de compensation de la mesure du Contraste de la Lumière (CLC). Le CLC a deux cellules connectées CdS couplées en série, qui mesurent la différence de lumière entre le haut et le bas de l'image. 
Le 9 est le même que le 7S avec l'ajout d'un objectif un peu plus ouvert f/1.7, deux vitesses d'obturation supplémentaires de 1/2 et 1 seconde, et le système Minolta "Easy-Flash", qui simplifie la photographie au flash. 
Le Hi-Matic 11 de 1969 est similaire au 9, mais le 11 possède une priorité à l'obturation automatique de l'exposition, l'ouverture et la vitesse d'obturation affichée dans le viseur, et pas de bague de diaphragme.
En 1969, Minolta, sort un nouveau modèle plus petit, le Hi-Matic C. Dont l'intérêt est la compacité, il a un petit objectif de 40 mm f/2.7 (qui est rétractable), une réduction de l'ouverture et des vitesses d'obturation et plus de télémètre. Le C donne la priorité à la vitesse d'obturation automatique de l'exposition avec une cellule CdS. Le Hi-Matic 5, également sorti en 1969, est essentiellement moins cher que le C sans sacrifier l'ouverture.
Le Hi-Matic E de 1971 est une version améliorée du C avec un 40 mm f/1.7 et dotée d'un télémètre. Il utilise le même Électro-système de Contrôle automatique de l'exposition que sur les appareils Yashica Electro. Le " E " est suivi par une succession de modèles à prix abordable, le Hi-Matic F en 1972, le Hi-Matic G en 1974, et le Hi-Matic G2 en 1982. L' Électro-système de Contrôle automatique de l'exposition est abandonné après le F en faveur d'un système plus simple.
La modèle suivant du modèle Hi-Matic est appelé le Hi-Matic 7 SII et sort en 1977, il est considéré comme l'un des plus beaux Minolta à télémètre. Il possède un objectif 40 mm f/1.7 et donne la priorité à l'obturation automatique de l'exposition en plus de contrôles manuels, le tout dans un boîtier compact.
Construit pour la première fois en 1978 avec un flash électronique incorporé le Hi-Matic S. Il est entièrement automatique (sauf pour la mise au point de l'appareil équipé d'un objectif Rokkor 38 mm f/2.7). Il a plusieurs variantes, y compris le Hi-Matic SD (avec dos dateur), le Hi-Matic S2 (objectif légèrement moins lumineux), et le Hi-Matic SD2 (S2 avec dos dateur). La mise au point est automatisée en 1979, avec l'introduction du Hi-Matic AF, qui est essentiellement un S2 avec l'ajout de l'autofocus.
Le dernier Hi-Matic est le Hi-Matic GF de 1984, un modèle en plastique très simple et bon marché qui n'a pas été vendu aux États-Unis. Il a un objectif 38 mm f/4 qui permet de choisir entre trois ouvertures prédéfinies repérées par des icônes : ensoleillé, partiellement nuageux, nuageux. La mise au point est manuelle en quatre étapes à partir d'environ 1 m jusqu'à l'infini.